# Pati d'armes

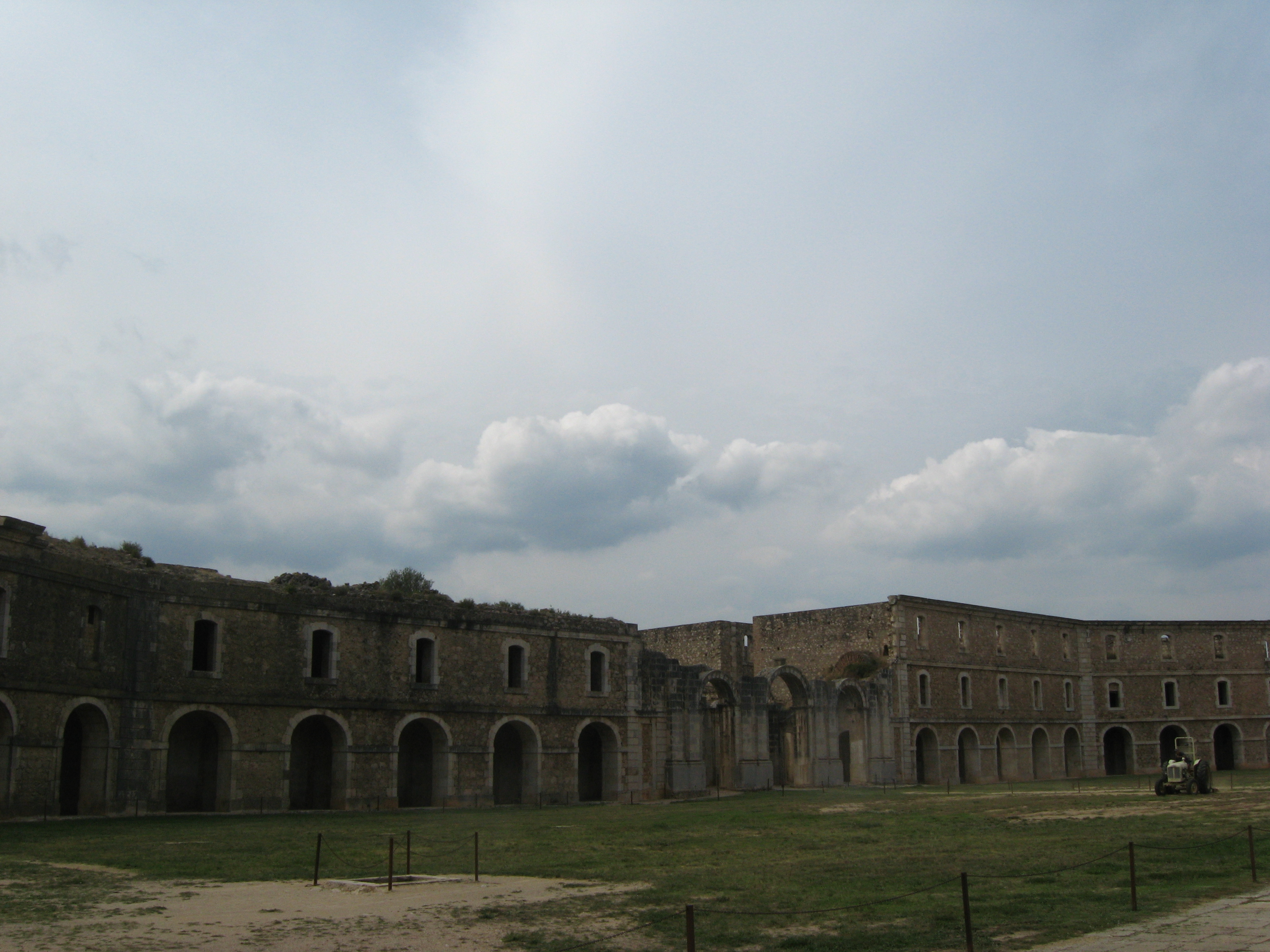
Pati d'armes del castell de Sant Ferran, a Figueres (Alt Empordà)

El pati d'armes és un espai d'un castell, sempre a l'interior de les muralles, per tant clos, i que dona accés a totes les dependències del castell com les cavallerisses, la capella, els habitatges... En funció de les mides del castell el pati és més o menys gran, de la mateixa manera, segons l'època constructiva el pati d'armes era un lloc més de distribució i de reunió, un lloc per a tenir la tropa formada o bé un jardí d'esbarjo.